# Stylidium amoenum
Stylidium amoenum este o specie de plante dicotiledonate din genul Stylidium, familia Stylidiaceae, ordinul Asterales, descrisă de Robert Brown. Conform Catalogue of Life specia Stylidium amoenum nu are subspecii cunoscute.